# Manshad
Manshad (persiano: منشاد) è un villaggio situato al centro dell'Iran a distanza di 47 Km a sud di Mehriz (Provincia di Yazd). Manshad è circondato dalle montagne Shirkooh ed ha un clima secco e temperato. A seguito del censimento del 2006, la sua popolazione è di 204 famiglie.